# Madeleine Vionnet
Pour les articles homonymes, voir Vionnet.
Cet article concerne la couturière Madeleine Vionnet. Pour la maison qu'elle a créée, voir Maison De Couture Vionnet.
Marie Madeleine Valentine Vionnet, née le 22 juin 1876 à Chilleurs-aux-Bois (Loiret) et morte le 2 mars 1975 à Paris, est une grande couturière française et une influence majeure de la mode du XXe siècle. Créatrice en 1912 de la Maison de couture Vionnet, elle est l'inventrice de la coupe en biais et du drapé ; elle crée des robes du soir qui moulent le corps et mettent en valeur ses formes.

## Biographie

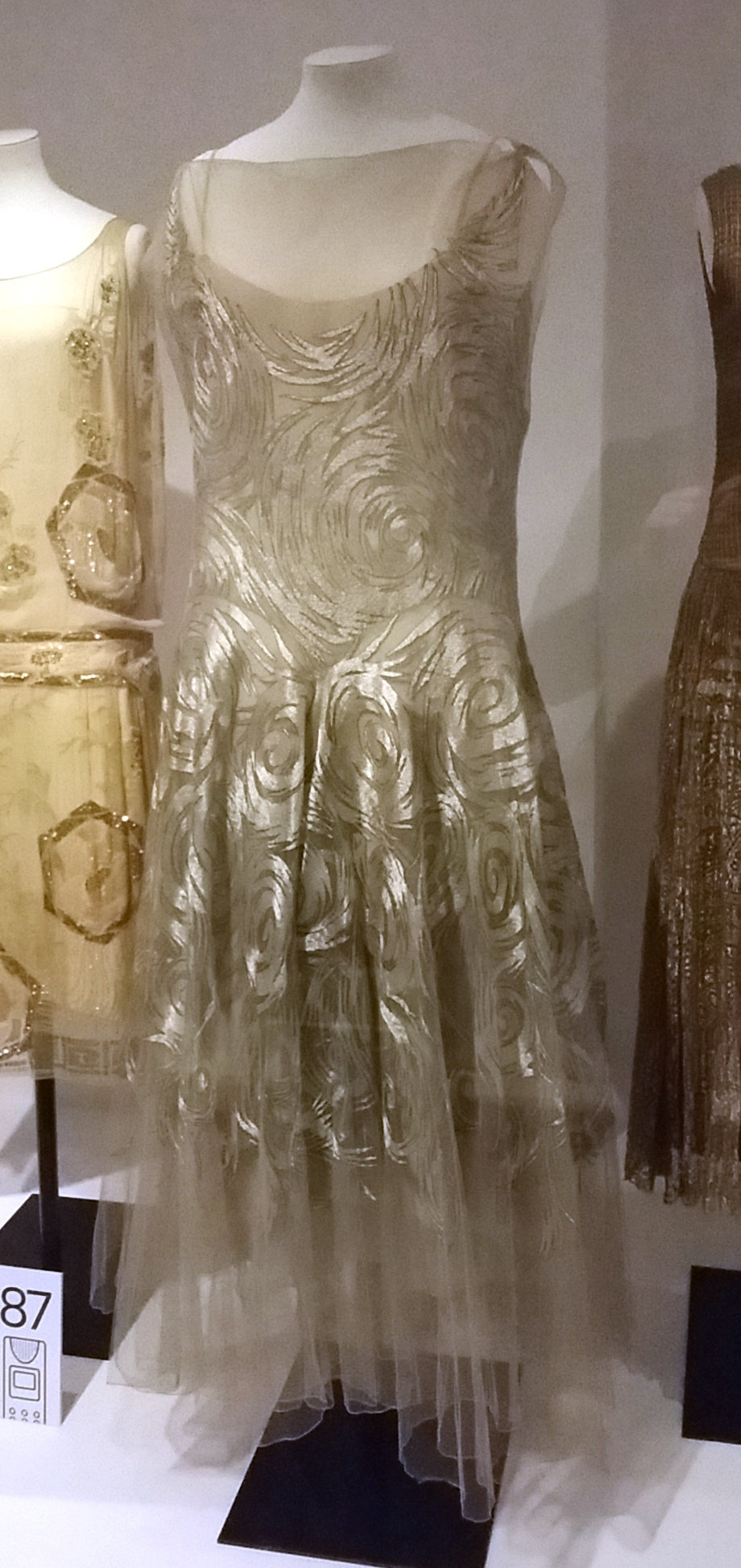
Robe de soirée de la maison Vionnet (1931), Bath, Fashion Museum.

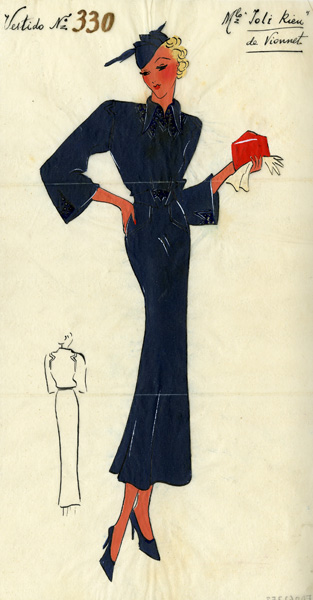
Vêtement de Madeleine Vionnet.

Née le 22 juin 1876 à Chilleurs-aux-Bois, Madeleine Vionnet est la fille de Jean Baptiste Abel Vionnet — gendarme puis employé des Douanes — et de Marie Rosalie Henriette Gardembois. 
En 1881, elle s'installe avec son père nommé receveur d'octroi à Aubervilliers. En 1888, elle entre en apprentissage chez une voisine couturière, femme du garde champêtre. 
En 1889, elle est mise à l'atelier qui lui fait apprendre toutes les techniques de la couture. Elle monte à Paris en 1890, où elle entre comme apprentie chez le couturier Vincent, rue de la Paix. En 1894, elle épouse Émile Depoutot avec qui elle a une fille ; celle-ci meurt en 1896. Le couple ne résiste pas à ce deuil et divorce.
Alors que le XIXe siècle n'est pas terminé, elle se conduit en féministe avant la lettre en prenant la décision de quitter à la fois son travail, son mari et son pays. Sous prétexte d'apprendre l'anglais, elle traverse la Manche et se fait engager comme couturière dans un asile d'aliénés puis à Londres, chez une couturière de Dover Street, Kate Reily (en), qui habille les Britanniques de la bonne société en copiant des modèles venus de Paris. Là, Vionnet assimile non seulement la technique des grands tailleurs britanniques, notamment ceux de Savile Row, mais découvre aussi la façon dont les œuvres peuvent être copiées plus ou moins bien sans que personne s'en émeuve. 
En 1900, fascinée par Isadora Duncan et ses formes libres, elle explore l'art du drapé qu'elle maîtrisera si bien que, l'année suivante, elle est engagée comme première dans une des plus célèbres maisons du Paris de l'époque, celle des sœurs Callot. « Grâce aux sœurs Callot, dira-t-elle, j'ai pu faire des Rolls-Royce. Sans elles j'aurais fait des Ford ». Puis c'est au tour de Jacques Doucet de faire appel à elle. C'est chez lui qu'elle supprimera définitivement l'usage du corset dans toutes ses créations, ce qui fut une révolution dans la mode. C'est pourtant à Paul Poiret qu'on attribue cette innovation.
En 1912, devant l'immense succès que ses créations remportent chez Doucet, elle ouvre, au no 222 rue de Rivoli à Paris, sa propre maison où le tout Paris commence à se presser. Elle y invente notamment le manteau de ville. 
Deux ans plus tard, la Première Guerre mondiale la contraint à fermer sa maison, mais elle continue à travailler. Les modèles des années 1917 à 1919 sont parmi les plus audacieux qu'elles aient construits. 
De 1920 à 1930, elle donnera libre cours à sa passion des fleurs à travers des jupes corolles et surtout des amas de roses en bandeaux, en colliers, en guirlandes, toujours somptueusement parsemées sur des capes ou des cols. À la même époque, l'invention du biais et la façon dont Madeleine Vionnet en défendra la maternité devant les contrefacteurs restent inscrites à tout jamais dans la mémoire de la mode. Elles furent l'occasion d'un historique procès qu'elle gagna. À dater de ce jour, elle mettra au point un système de copyright qui fait encore référence. « Non seulement, dit-elle, j'appose sur chaque modèle sorti de chez moi ma griffe et un numéro de série mais aussi mon empreinte digitale. Je donne aussi le nom des personnes que j'autorise officiellement à copier mes œuvres à plusieurs exemplaires ». C'est ainsi qu'elle constituera une inestimable collection d'archives où chacun de ses modèles est photographié de face, de dos et de profil. Dans les années 1920, toute la presse spécialisée la porte aux nues. On voit ses modèles sur la duchesse Sforza, sur madame de Vilmorin, sur Liane de Pougy. 
Dans le même temps, elle s'installe aux 50-52 avenue Montaigne à Paris et collabore à la décoration des Galeries Lafayette dont elle veut faire un temple de la mode. Plus que des robes, ses créations deviennent de véritables architectures à draper selon un rituel de gestes précis. Elle avait l'habitude de travailler sur un petit mannequin de bois peint sur lequel elle créait toutes ses toiles en modèles réduits. Elle gardera cette célèbre petite figurine dans sa chambre jusqu'à la fin de ses jours et s'en servira pour expliquer aux visiteurs curieux, les différentes étapes de son travail. De plus, cette petite statuette lui permettait de visualiser les formes et les rondeurs des femmes, pour leur proposer des vêtements qui épousaient leur forme, ce qui était une fois de plus révolutionnaire à une époque où les formes étaient sinon cachées, oubliées des autres créateurs. 
Bien que n'ayant pas le goût du luxe, elle aimera s'entourer des plus beaux objets de son temps. Sa maison de vacances, la Maison blanche, deviendra un véritable temple du bon goût et de la modernité avec des meubles de Pierre Chareau, de Jean-Michel Frank, de Francis Jourdain, de René Herbst et de Jean Dunand.
Elle prend sa retraite alors qu'elle est au sommet de sa gloire, le jour où commence la Seconde Guerre mondiale. 
Le 17 août 1939, elle écrit : « On attend actuellement le 24 ou le 27 août - Nuremberg - comme si des lèvres du Führer devait sortir la paix ou la guerre. Il en sortira d'autres mensonges ou folies, car, à mon avis, aucun cerveau humain n'est en ce moment assez puissant ni assez clair pour être à la hauteur du chaos actuel… ».
En décembre 1940, la maison Vionnet est mise en liquidation à l'hôtel Drouot et le personnel licencié. Il restait à Madeleine Vionnet plus de trente années à vivre. Elle qui avait travaillé toute sa vie partagera désormais son temps entre la culture de son jardin, l'observation de la nature et l'écriture d'une correspondance qu'elle adresse à Marcelle Chaumont son ancienne première et à Liane de Pougy. 
Son seul lien avec la couture consistera à donner des cours à l'école de la rue Saint-Roch où se transmettent toujours les bases de sa technique de coupe et la riche tradition haute couture dont elle héritait, à des élèves d'origines internationales. Elle va confier l'ensemble des modèles qu'elle a conservés, ses albums de copyrights et huit cents toiles de patrons, à son ami François Boucher qui, dès 1952, veut créer à Paris le musée de la mode et du textile.
Au soir de sa vie elle écrira : « L'important c'est d'arriver à vivre et à travailler tel qu'on est, en pleine vérité, en somme à s'imposer, mais il faut qu'il y ait en soi de quoi le faire. Que de gens s'ignorent toute leur vie et courent après eux-mêmes… Il faut toujours se dépasser pour s'atteindre…. Toujours lutter au fond, c'est passionnant… c'est la force de résistance qui soutient le mieux. Elle seule dépend de vous. » C'est pour cette force de résistance et pour tout le reste que Madeleine Vionnet reste encore et toujours un exemple.

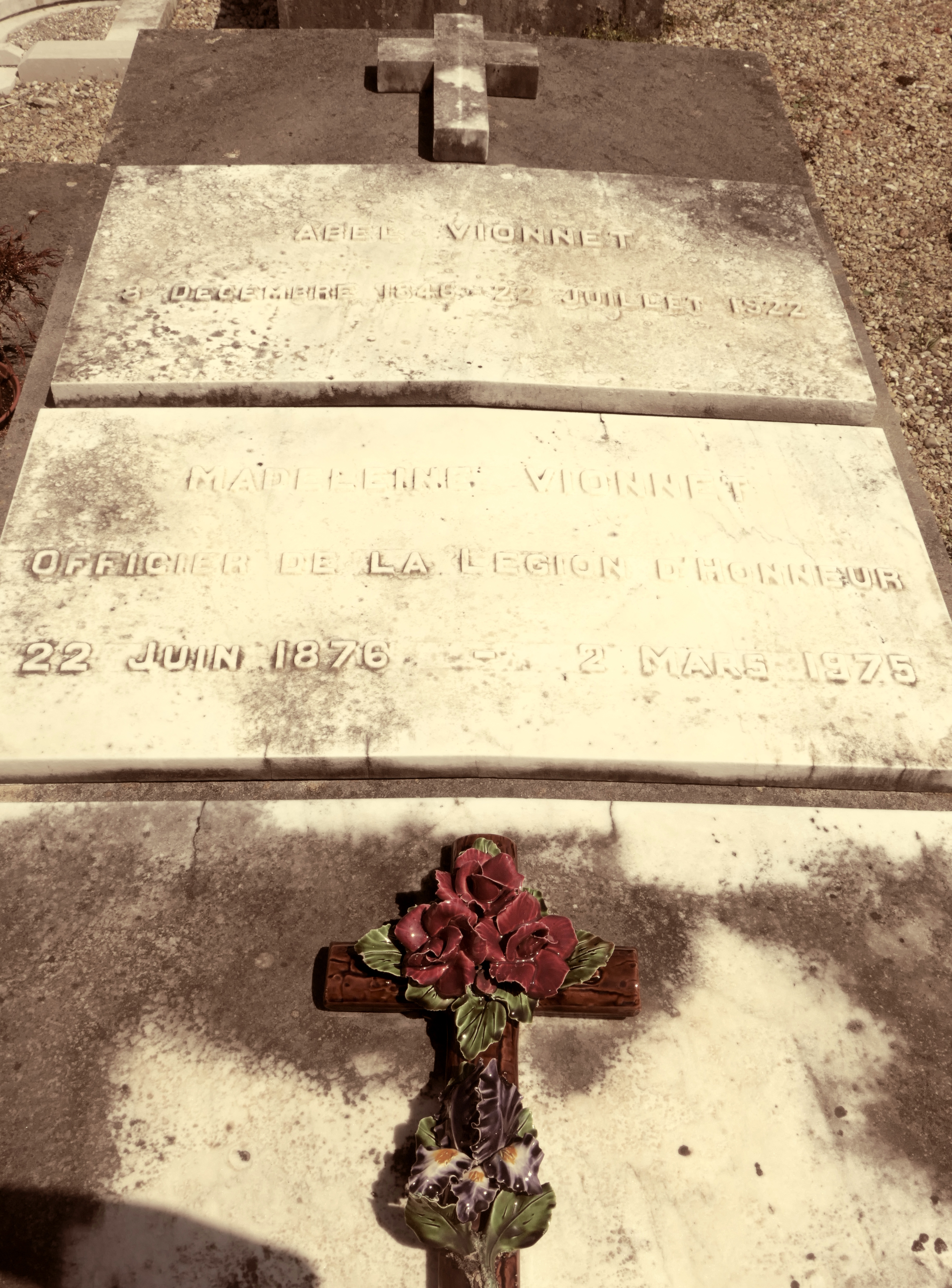
Tombe de Madeleine Vionnet.

Elle est enterrée, auprès d'officiers russes (père et oncle de son second époux Dimitri Netchvolodoff, un ancien officier de marine russe, qu’elle épouse en 1923), dans le cimetière de la commune de La Chassagne (Jura), village natal de son père.
Des anciens de ses ateliers de plus de huit cents ouvriers naîtront les maisons de couture de Jacques Griffe, Marcelle Chaumont, Charles Montaigne, et Mad Carpentier.
La Bibliothèque historique de la ville de Paris possède un fonds Madeleine Vionnet composé de carnets de ses collections de l'ouverture de sa maison jusqu'à sa fermeture. Ce fonds est arrivé à la bibliothèque par don, par le biais du fonds Thérèse Bonney.

## Les innovations sociales de Madeleine Vionnet
Soucieuse du bien-être de ses employées, Madeleine Vionnet organise ses ateliers de couture en mettant des chaises pour les ouvrières à la place des tabourets, crée un réfectoire, une crèche et emploie un médecin et un dentiste à demeure. Elle va même leur offrir des vacances, bien avant la loi sur les congés payés.

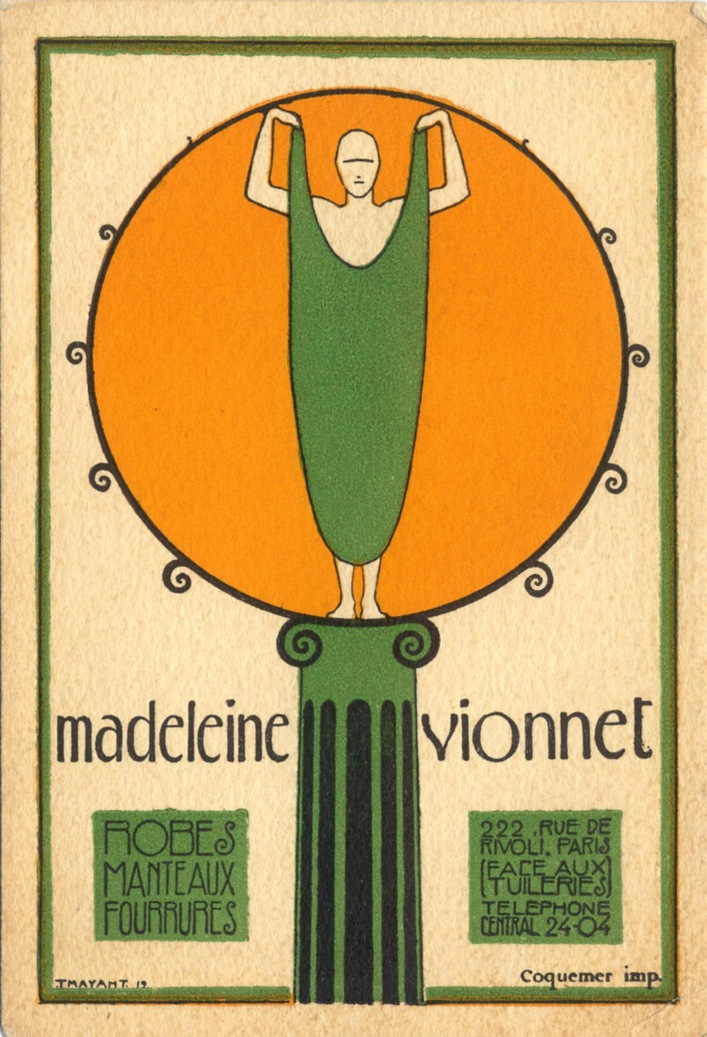
Affiche Madeleine Vionnet.
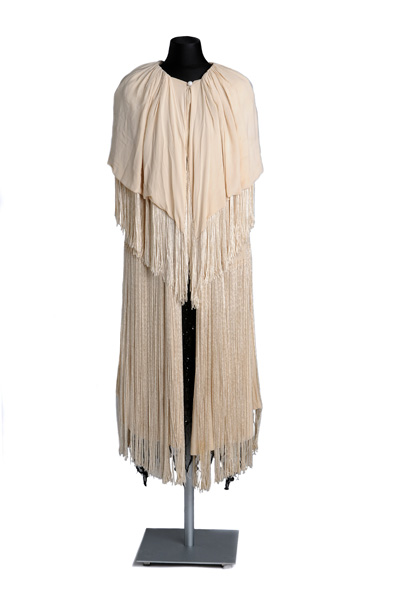
Cape en crêpe de soie, musée del Traje, Madrid.
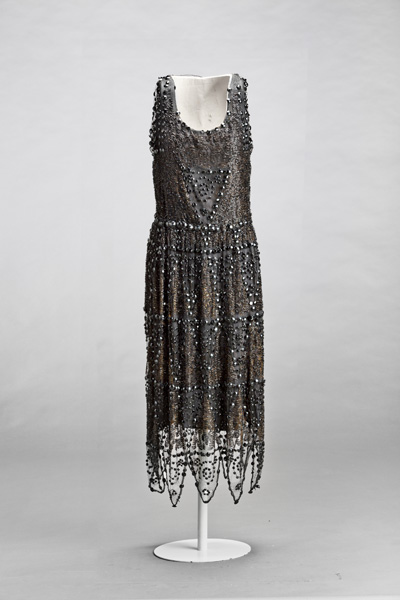
Robe en tulle de soie noir décoré de strass et perles, musée del Traje, Madrid.
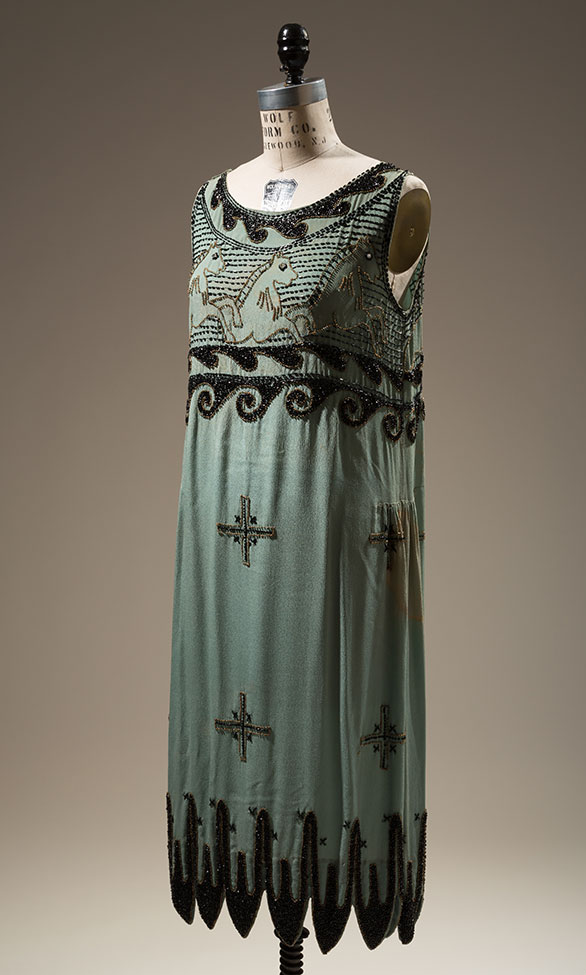
Copie de la robe « petits chevaux », Museum at the Fashion Institute of Technology, New York.
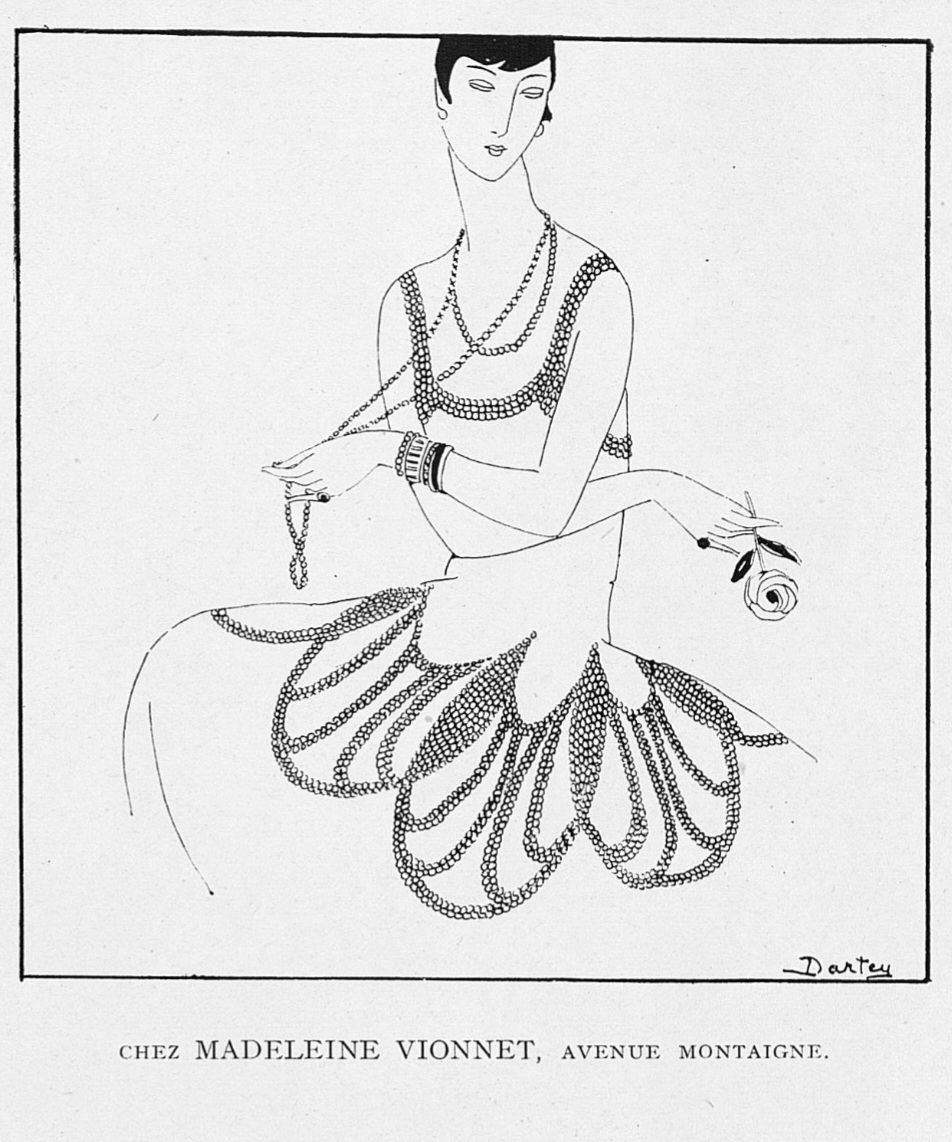
Dessin de Dartey.

## Expositions
- Madeleine Vionnet 1876-1975, musée des arts décoratifs, Paris, (18 juin 2009 - 24 janvier 2010)[11]
- VIONNET2007, Kent State University Museum (30 août 2007 - 27 janvier 2008)
- Spirals & Ellipses : Clothing the Body Three-Dimensionally, Kent State University Museum (1er septembre 2005 - 1er octobre 2006)
- Fashioning the Modern Woman: The Art of the Couturière, 1919-1939, Fashion Institute of Technology, New York (10 février - 10 avril 2004)
- Goddess : The Classical Mode, Metropolitan Museum of Art, New York (1er mai - 3 août 2003)
- Thayaht & Ram - La Tuta / Modelli Per Tessuti, Galleria del Costume di Palazzo Pitti, Italie (21 mars - 2 juin 2003)
- Madeleine Vionnet, Judith Clark Costume Gallery, Londres (3 janvier - 14 avril 2001)
- Visions of the body : Fashion or Invisible Corset, The National Museum of Modern Art, Kyoto (7 août – 23 novembre 1999)
- Vionnet - Keizerin van de Mode, musée municipal de La Haye, Pays-Bas (20 mars - 6 juin 1999)
- Cubism and Fashion, Metropolitan Museum of Art, New York (10 décembre 1998 - 14 mars 1999)
- Madeleine Vionnet, Les Années d'Innovation, 1919-1939, musée des Tissus et des Arts décoratifs, Lyon (26 novembre 1994 - 26 mars 1995)
- Madeleine Vionnet, 1876-1975 : L'Art de la Couture, musée de la Mode de la ville de Marseille (29 juin - 22 septembre 1991)[12]
- Three women : Madeleine Vionnet, Claire McCardell, and Rei Kawakubo, Fashion Institute of Technology, New York (24 février - 18 avril 1987)
- The Tens, Twenties, Thirties - Inventive Clothes : 1909-1939, Metropolitan Museum of Art, New York (1973)

## Citations

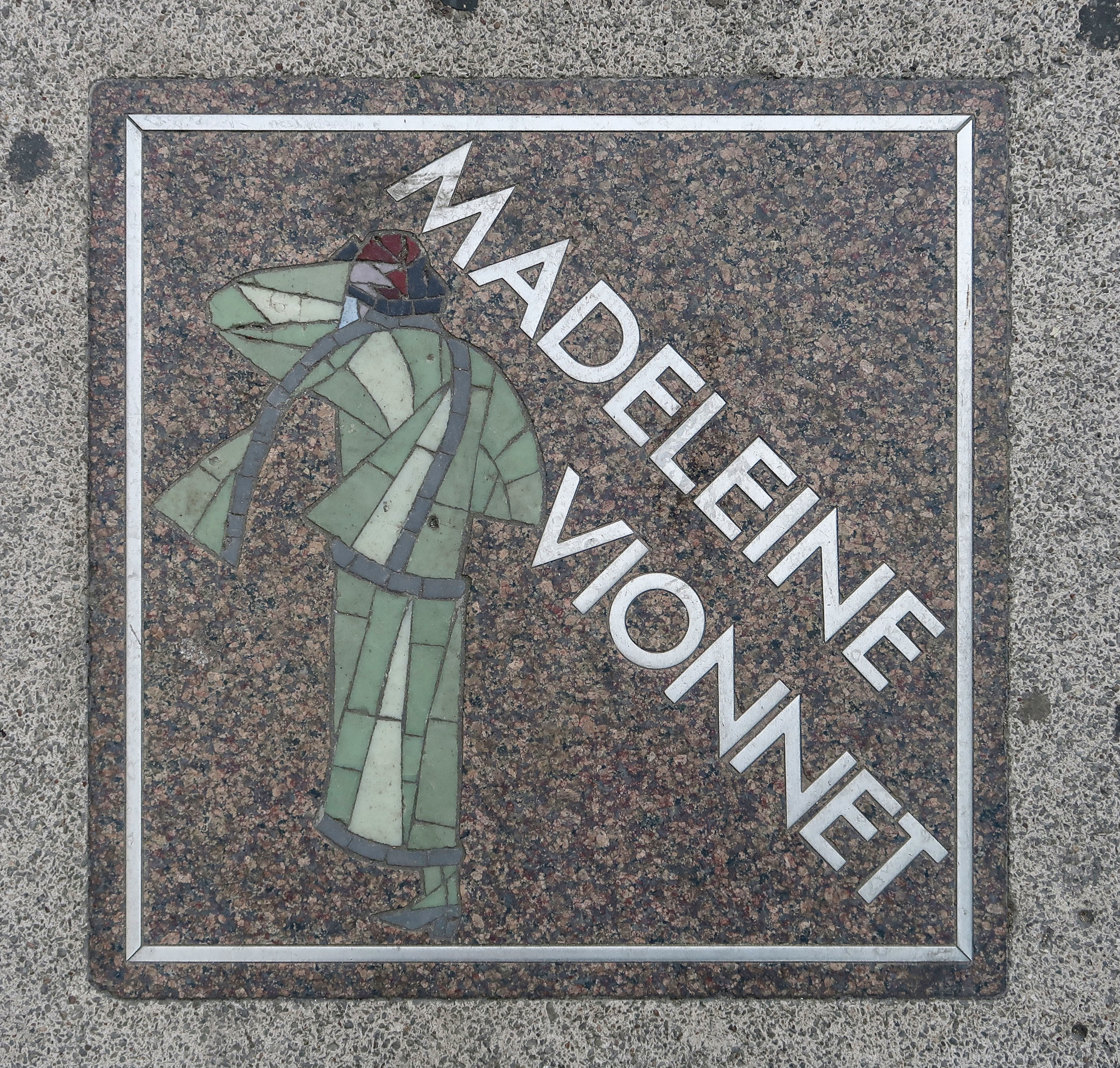
Plaque sur le sol, devant le 34 avenue Montaigne (Paris).

- Azzedine Alaïa : « Madeleine Vionnet, à qui je voue un véritable culte, incarnait déjà la modernité en son temps.  Elle a eu des coups de génie : son esprit de la coupe, ses drapés, la souplesse et le tombé de ses robes ont influencé beaucoup de créateurs d’aujourd’hui.  Il y a chez Madeleine Vionnet une virtuosité de la coupe et une simplicité que j’aimerais pouvoir atteindre.  Ses vêtements les plus simples obéissent à une construction très savante. Comme par exemple ce chef-d’œuvre de crêpe marocain ivoire de 1935 inspiré du drapé grec, où l’on ne voit pas la couture.  Lingère de formation, elle est la première qui ait dessiné des robes lingeries, très près du corps.  Elle poussait le raffinement à l’extrême, dans le choix des motifs (douze dessinateurs travaillaient pour elle) comme dans celui des matières : crêpes romains de soie, lainages brut ou velours épilé poil par poil. »[13]
- Marc Audibet : « Il est de bon ton de parler de la mode comme d’un art, mais il y a avant tout un art de la mode, et il réside dans la technique. Mes héros, ce sont Madeleine Vionnet, Paul Poiret, Cristobal Balenciaga, Coco Chanel et Claire Mc Cardell – pionnière du sportswear américain. J’ai aussi un faible pour Mariano Fortuny. Ce sont les plus importants du point de vue de la création parce qu’ils ont questionné le vêtement dans ses structures mêmes. »[14]
- Cecil Beaton : « Ses créations moulaient le corps tout en ayant des plis souples et les femmes habillées par elle ressemblaient à des sculptures vivantes. »[15]
- Hussein Chalayan : « Vionnet a inspiré une manière de concevoir la coupe qui est toujours bien visible aujourd'hui. »[16]
- Christian Dior : « Ce furent Madeleine Vionnet et Jeanne Lanvin qui transformèrent la profession de couturier en bâtissant de leurs propres mains et de leurs ciseaux les modèles de leurs collections.  La robe devint alors un tout ; jupe et corsage obéirent au même principe de coupe. Dans ce domaine, personne n’est jamais aussi loin que Madeleine Vionnet. Elle avait le génie de l’emploi du tissu et inventa la coupe en biais qui devait mouler souplement les femmes d’entre les deux guerres. Désormais les robes purent se passer des garnitures 1900 et des motifs décoratifs de Poiret.  La coupe seule importait ; le reste devenait superflu. Ainsi s’ouvrit le règne des grandes couturières.  Parmi elles s’isola, domina et régna mademoiselle Chanel qui se vantait de ne pas savoir tenir une aiguille.  Mais elle avait le style, l’élégance, une grande autorité dans sa personne comme dans son goût. Pour des raisons différentes, Madeleine Vionnet et elle peuvent être considérées comme les créatrices de la mode moderne. »[17]
- Tom Ford : « Vionnet est avec Chanel et Yves Saint Laurent l'un des trois grands couturiers du siècle dernier. Sa coupe a inspiré des générations de couturiers. »[16]
- John Galliano : « Parmi tous les couturiers du siècle dernier, Vionnet est celui qui m'inspire le plus. C'est mon influence principale ; son sens de la volupté est inégalé. »[18],[16]
- Jean Paul Gaultier : « Madeleine Vionnet a symbolisé l'apogée de la haute couture. »
- Hubert de Givenchy : « Madame Vionnet a innové d'une façon fantastique. J'ai toujours admiré la perfection de son travail et sa très grande créativité. »[18]
- Daryl Kerrigan : « Vionnet était un génie de par son utilisation du biais et ses innovations incroyables dans l'usage de la matière. »[16]
- Sophia Kokosalaki : « Je vénère Vionnet pour son génie technique, son inventivité, pour son audace et son esprit non conformiste. »[16]
- Karl Lagerfeld : « Tout le monde, qu'il le veuille ou non, est influencé par Vionnet. »[19]
- Stella McCartney : « Avec Chanel et Yves Saint Laurent, Vionnet est le couturier que j'admire le plus. »[16]
- Issey Miyake : « J'ai toujours considéré Vionnet comme la plus grande, la seule. Lorsque je crée mes modèles, Vionnet est ma principale inspiration. »[18]
- Zac Posen : « Madeleine Vionnet a créé des looks modernes et intemporels qui, bien que datant des années 1930, donnent l'impression qu'ils viennent d'être créés. » (2004)
- Narciso Rodriguez : « Madeleine Vionnet est une source d'inspiration inépuisable en raison de son sens de l'architecture et de la féminité, ainsi que pour ses créations linéaires mais très sensuelles qui allient forme et fluidité, avec un souci du détail inouï. »[20]
- Jil Sander : « J'admire le tombé de ses robes. »
- Olivier Theyskens : « Ses incroyables recherches dans la coupe des vêtements et ses prouesses techniques ont ouvert des horizons gigantesques. »[16]
- Valentino Garavani : « Vous pourriez porter ses robes aujourd'hui… elles sont si soyeuses… si belles… si simples… »[21]
- Dries Van Noten : « J'admire Vionnet pour son utilisation de la coupe en biais. »[16]
- Vivienne Westwood : « Celle que j'admire le plus est Madeleine Vionnet. Comme elle, je travaille à partir de principes géométriques simples, sur des poupées. »[22]
- Yohji Yamamoto : « Vionnet était un laboratoire de la coupe. Je suis à la recherche de son ombre. »[18],[16]